# Березники (станция)
Березники — железнодорожная станция Свердловской железной дороги. Расположена в юго-западной части города Березники Пермского края.
В 2010 году на станции Березники, расположенной над затопленной шахтой БРУ-1 произошёл провал. В результате был прекращён транзит через станцию Березники, все 14 путей грузового, пассажирского и сортировочного парка были укорочены на одну треть и стали тупиковыми. Что привело к росту времени на формирование и расформирование составов в 1,7 раза.
В 2011 году, к первой годовщине появления, провал был засыпан, однако это не позволило полностью восстановить станцию. Через два года, после оседания засыпанного грунта, на месте воронки вновь образовалось озеро. В 2014 году станция была закрыта.

## Описание
Разросшаяся воронка превратила узловую станцию в тупиковую, железнодорожникам пришлось отказаться от использования сортировочной горки. Была пересмотрена технология работы станций Березники и Заячья Горка и изменён план формирования поездов. Работа ведётся только в одной горловине в направлении Соликамска.
Сохранившиеся пути способны принимать составы длиной только в 30-36 вагонов.
Длина прибывающих на станцию поездов не изменилась, в связи с этим приём составов осуществляется сразу на несколько путей.
Объём погрузки сократился и составляет около 100 вагонов в сутки.
С 2006 года железнодорожный вокзал находится на станции Березники-сортировочная, до которой пассажиры вынуждены доезжать на автобусе. В октябре 2013 года было закрыто и это здание вокзала, а пункт продажи билетов был перенесён в торговый центр «Оранж-молл» на другой конец города.

## Варианты реконструкции
Изначально были определены три варианта реконструкции станции.
Первый вариант: строительство новой станции на новой площадке. Его недостатками является высокая стоимость — 10 млрд рублей и длительные сроки.
Второй вариант: реконструкция станции с переносом в сторону, противоположную провалу. Его недостаток — также высокая стоимость.
Третий вариант изначально выглядел самым простым и всех устраивал — восстановление инфраструктуры в прежних границах. Однако спустя год после ликвидации провала подвижки грунта даже на его границах оказались очень большими.
В 2012 году специалистами было выдано заключение о невозможности восстановления станции в прежних границах. Также в сентябре 2012 года произошёл четвертый провал и часть действующей инфраструктуры станции оказалась в его опасной зоне.
Весной 2013 года скорость оседания по контуру засыпанной воронки с северной и южной сторон составляла 12-42 мм в месяц, с западной и северной — 2-12 мм.
В 2013 году продолжался перевод обслуживающих и управляющих подразделений на «твёрдую почву».
В январе 2014 года скорость оседаний с южной стороны засыпанной воронки составляла 8-44 мм в месяц.
По состоянию на лето 2014 года рассматривался вопрос переноса станции. Перемычка между засыпанным и четвёртым провалом сохранялась, но озеро образовавшиеся из-за непрекращающихся оседаний над двумя провалами продолжало наступление.
По итогам наблюдения за 2014 год в связи с произошедшими негативными изменениями Горный институт УрО РАН рекомендовал скорректировать границы ограждения.

## История

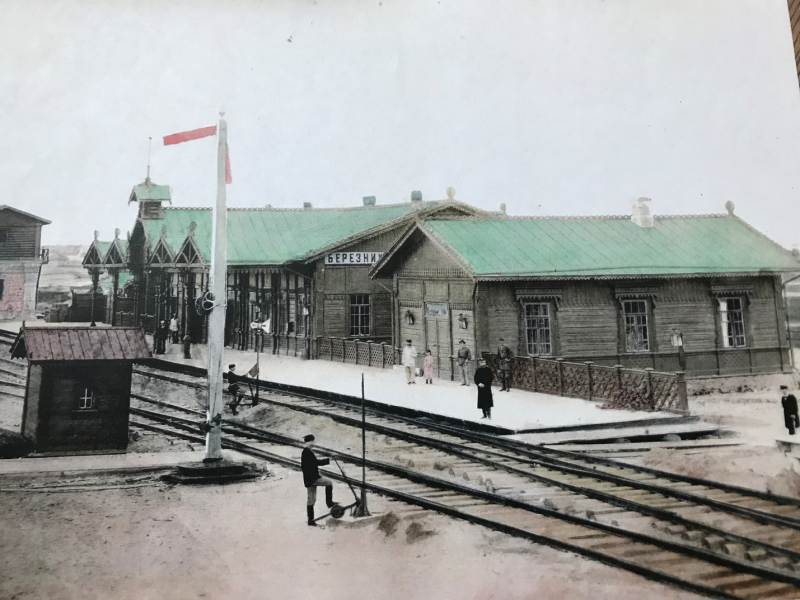
Станция Березники, 1879 г.

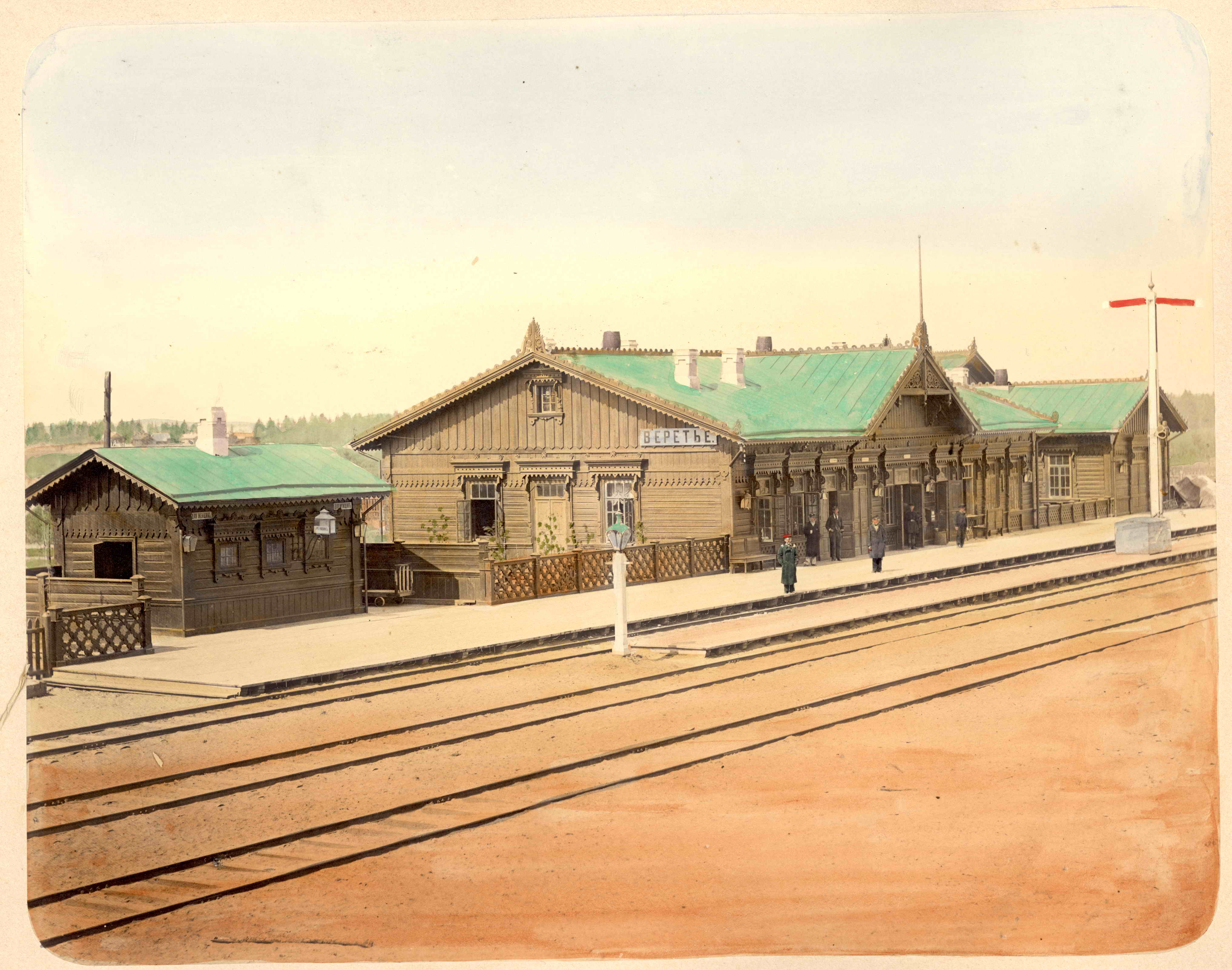
Станция Веретье, 1879 г.

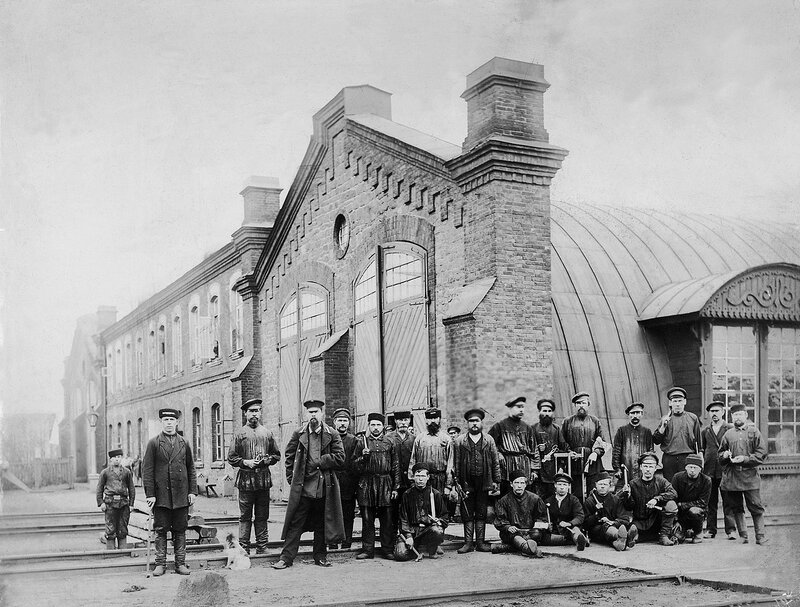
Здание локомотивного депо станции Усольская.

В 1879 году была построена Луньевская ветка Горнозаводской железной дороги. Конечной на ней была станция Березники (с 1903 г. Солеварни, функционировала до 1954г.). Предпоследняя станция Веретье этой ветки несколько раз меняла своё название: в 1915 году переименована в Усольская, с 1963 года — Березники.
По характеру работы станция была грузовой: грузили соду, лес, выгружали руду, зерно, каменный уголь. Грузооборот станций Солеварни и Усолье в 1901 году равен суточной выработке в 1964-м.

### Авария на первом руднике
В 2006 году произошла авария на первом калийном руднике над которым расположена станция Березники. Ликвидировать аварию не удалось и началось затопление рудника водами рассольного горизонта. Поскольку за 20 лет до этого уже был опыт подобной аварии, встал вопрос о возможных провалах и проседаниях на станции и прилегающей территории. Было определено предполагаемое место прорыва, а на основании этого и опасная зона на поверхности, в которой оказались и часть железнодорожных путей. При наихудшем прогнозе, который соответствовал максимальной скорости затопления рудника, провал ожидался через 6 месяцев. По станции было закрыто движение пассажирских поездов, скорость движения грузовых ограничили до 25 км/ч. В состав каждого из поездов было запрещено включать более шести вагонов с аммиаком и одного с хлором. Началось строительство сначала двух временных, а затем и постоянного обходов опасного участка.

### Первый обход
Строительство первого обхода длиной 850 м по периметру опасной зоны было начато через месяц после аварии — 24 ноября 2006 года. Укладка пути велась силами ПМС-168. Движение поездов по нему было открыто в январе 2007 года. 850-метровый обход стал продолжением 6-го пассажирского пути и получил обозначение 6а. Расходы ОАО «РЖД» на строительство первого временного обхода составили 4,5 млн рублей.
28 июля 2007 года на первом калийном руднике в месте прорыва грунтовых вод произошёл провал получивший в народе название «Большой брат». Первоначальные размеры составляли 50x70 м, но провал стал быстро расти. Уже через пару месяцев край провала надвинулся на нечётную горловину станции. 24 августа 6-й и 7-й пассажирские пути были закрыты. Грузовые поезда пошли по первому 850-метровому обходу. Старые пути и контактную сеть пришлось демонтировать.
По мере приближения провала, возрастала и скорость оседаний. В ноябре она достигла 1 мм в сутки.
В декабре 2007 года на средства из резервного фонда губернатора была построена подпорная стенка. Для того, чтобы продлить срок службы первого обхода на несколько недель — до пуска второго обхода. Стоимость подпорной стенки в 5 раз превысила стоимость первого обхода и составила 23 млн рублей. Протяжённость построенной стенки была 120 м, толщина — один метр, глубина — 16 м. Расстояние от железнодорожного полотна до края воронки составляло 112 м. Действующий в то время 850-метровый обход ежесуточно пропускал до 22 грузовых поездов средней составностью 57 вагонов.

### Второй обход
В начале 2007 года по заказу правительства Пермского края институт «Уралжелдорпроект» выполнил проект шестикилометрового двухпутного участка, проходящего полностью по новой трассе и, по мнению учёных, обходящего опасный район.
18 апреля 2007 года на совещании правительства Пермского края было принято решение о строительстве однопутного электрифицированного 6-километрового обхода. К основным работам приступили спустя пять месяцев — через неделю после вынужденного закрытия главных путей.
Протяжённость новых участков трассы составляла 4 км. Строительство южного участка протяжённостью 2,3 км стартовало 1 сентября: ОАО «Пермдорстрой» начал работы по вырубке полосы отвода и устройству земляного полотна по первому варианту 6-километрового обхода. Большая полупетля проходила от четвёртого ствола рудоуправления за мехколонну-24. Часть трассы была проложена по территории садового кооператива.
Трассу северного участка учёные долго не могли согласовать. 29 октября было принято решение, что он пройдёт восточнее на 40…70 метров от действующей в то время 850-метровой ветки. Его длина составит 1,8 км, проложен он будет по территории «Уралкалия» и ТЭЦ-10. Обе компании были вынуждены демонтировать здания и сооружения с зоны строительства.
Воронка разрасталась и ещё продолжался процесс затопления. Была опасность разрушения и второго, ещё строящегося обхода. Поэтому параллельно со строительством шло проектирование 53-километрового обхода.
28 декабря 2007 года обходной шестикилометровый путь был принят в эксплуатацию приёмочной комиссией. В 21:50 МСК по чётному пути прошёл первый грузовой состав из 34 вагонов. Обходная ветка на перегоне Калийная — Березники была построена в двухпутном исполнении силами ПМС-168 и электрифицирована.
Открытие движения по временным обходам негативно сказалось на маневровой работе. В качестве вытяжки диспетчеры были вынуждены использовать пути ППЖТ. Также была недостаточная вместимость сортировочных путей. Требовалась реконструкция нечётной горловины.
В конце января началась реконструкция горловины. К этому времени расстояние от провала до действующего обхода сократилось до 105 м. К этому времени через 850-метровый участок в среднем пропускалось 25 пар поездов в сутки. Опасные грузы — аммиак и хлор перевозились только в светлое время суток при отсутствии ветра в сторону городской застройки. Реконструкция нечётной горловины должна была обеспечить выход с новой обводной петли на все девять станционных путей, тогда как до этого был выход лишь на три. Общая протяжённость реконструируемых отрезков составляла около полукилометра, было выделено лишь два четырёхчасовых «окна».
С 27 января было открыто регулярное движение по чётному пути, с 13 февраля — по нечётному. Затраты ОАО «РЖД» составили 454 млн рублей. Демонтаж 850-метрового обхода был запланирован на февраль 2008 года. В феврале расстояние от нового обхода до края провала составляло 140 м.
В апреле 2008 года был отмечен резкий приток надсолевых вод, что заставило проектировать новый обход в два с половиной километра, с отнесением малой петли шестикилометрового обхода в глубь территории промплощадки ТЭЦ-10 и рудника. Расстояние от провала до 6-километрового обхода составляло всего 120 м.
К концу июня первоначальный участок железной дороги ушёл в провал. Путь на первом 850-метровом обходе был демонтирован, а от земляного полотна до края провала оставался только 41 метр. От второго обхода до края — 101 метр.
8 октября произошло резкое оседание грунта по северному краю провала, в результате чего образовалась трещина всего в 64 м от действующего 600-метрового обхода. Позднее «Большой брат» стабилизировался, заполнился рассолом почти до отметки воды в Каме и в декабре 2008 года начатое было строительство обхода по территории ТЭЦ-10 приняли решение отменить.
К концу 2009 года была проведена реконструкция нечётной горловины. В результате запуска в работу съезда 47 — 49 было сокращено время на расформирование и формирование составов.
Из-за оседаний почвы на сортировочной горке потребовалась реконструкция пяти тормозных позиций.

### Яйва — Соликамск
В качестве постоянного обхода была построена ветка Яйва — Соликамск.
Осенью 2007 года первые бригады изыскателей проектного института «Мосгипротранс» прибыли в Яйву, откуда и началось обследование участка для будущей железной дороги. Начальником Свердловской железной дороги ставилась задача проложить трассу с учётом существующих и перспективных полей шахтных подработок месторождений Березниковско-Соликамского узла.
16 января 2008 года было решено строить обход за границей шахтных полей.
В феврале 2009 года началось строительство однопутного электрифицированного пути.
На первом этапе строительства было построено 47 км главных и 6 км боковых путей, пять мостов, новая станция Чашкино, два разъезда, четыре тяговых подстанции: «Обходная», «Путейная», «Ленва», и «Родник». Объём инвестиций в строительство нового участка в 2008 году составил 3 млрд рублей, в 2009 году — 8,2 млрд рублей, из которых 6 млрд выделены из федерального бюджета и 2,2 млрд — собственные средства ОАО «РЖД». Основным подрядчиком стало ОАО «Бамстроймеханизация».
По словам работников «Бамстроймеханизация» трудности соответствовали бамовским стандартам: одно искусственное сооружение на один километр дороги. 6 ноября стыковка на 275 пикете двигавшегося со станции Соликамск ПМС-168 и ПМС-14 со стороны Яйвы. Для эксплуатации нового участка пути на станции Яйва создан околоток № 12.
12 ноября по участку Заячья Горка — Яйва прошёл первый поезд. 20 ноября была готова к эксплуатации контактная сеть. 12 декабря проведён первый пробный грузовой поезд на электрической тяге.
Движение по новой ветке было торжественно открыто Владимиром Якуниным 20 декабря 2009 года, за 11 месяцев до провала на территории станции. Электровоз ВЛ11к провёл 30 полувагонов, гружённых хлористым калием и аммиачной селитрой, со средней скоростью 60 км/ч. 28 декабря обход был принят в эксплуатацию. 11 января 2010 года по новой ветке было восстановлено пассажирское движение между Березниками и Соликамском, закрытое в октябре 2006 года. Новый объезд продлил маршрут поезда «Екатеринбург — Березники» до конечной станции. Тогда как ранее он доходил только до станции Березники-сортировочная. Было возобновлено движение поезда «Пермь II — Березники — Соликамск», который и прошёл первым по новой ветке. Пригородное сообщение стало осуществляться тремя парами электропоездов на участке Соликамск – Березники, одной парой электропоездов на участке Пермь – Углеуральская – Кизел – Соликамск. Кроме того, сохранился график пригородного движения четырёх пар электричек на участке Кизел – Березники-Сортировочная. Правда, позже все пригородные поезда по линии отменили. На 2017 год пригородного движения по линии нет.
В 2010—2011 годах вторым этапом был построен соединительный путь протяжённостью 2,4 километра — от станции Березники-Сортировочные до разъезда 177-й километр. Вместо временных переездов построены два автомобильных путепровода. Укреплено земляное полотно, произведена рекультивация карьеров, смонтированы железобетонные лотки в выемках. На соединительной ветке от разъезда
177-й километр до станции Березники-Сортировочные и на третьем пути по разъезду Чашкино звеньевой путь был заменён бесстыковым.
В 2012 году по новой ветке ежесуточно курсировало 18 пар поездов.

### Провал на станции
59°23′52″ с. ш. 56°46′09″ в. д.

Первый день провала

Начиная с лета 2010 года, на территории станции усилились оседания земной поверхности — с 10…15 до 20…30 миллиметров в месяц.
Для установления причины специалисты Горного института УрО РАН в сентябре-октябре 2010 года провели комплекс геофизических исследований. Первые версии были получены за несколько дней до образования провала под железнодорожными путями.
Утром 25 ноября 2010 года у грузового состава отправляющегося с пятого пассажирского пути из-за саморасцепки сработали автотормоза, что вызвало его резкую остановку. Маневровым диспетчером Александром Назарецким, а затем и машинистами поезда под 22-м вагоном был обнаружен провал грунта.
Головную часть стоящую отдельно с помощью тепловоза убрали на шестой пассажирский путь.
Просевший вагон-хоппер был отцеплен, после чего убрана задняя часть состава. Одновременно велась эвакуация работников и необходимых документов с горочного поста. Одна из опор стояла рядом с повисшим вагоном и сразу покосилась. Было принято решение об отключении контактной сети.
В первый же день после провала было остановлено движение поездов через станцию Березники.
28 ноября 2010 года с 05:55 МСК началось резкое развитие провала, его длина достигла 52 метров, ширина — 33 метров. Были выведены из строя кабельные магистрали сигнализации, централизации и связи, 4 опоры контактной сети, 3 стрелочных перевода и первый путь грузового парка. Было перекрыто автомобильное движение по улице Тельмана.
29 ноября размер провала достиг 100 на 40 метров, была полностью выведена из строя нечётная горловина станции, разрушены несколько гаражей.
Был изменён маршрут пассажирского поезда № 603, который стал следовать до станции Березники-Сортировочная.
Отправление грузов ОАО «Уралкалий» велось в штатном режиме со станции Березники-Сортировочная, грузов ОАО «Сильвинит» по ветке Яйва — Соликамск.
В безопасной зоне велись работы по демонтажу устройств управления, энергетики, связи и верхнего строения пути.
Провал на территории станции стал третьим по счёту и величине из березниковских провалов и получил народное название «Малыш».

### Открытие станции
После исследования включавшего в себя бурение инженерно-геологических скважин и сейсморазведку опасная зона была определена в радиусе 150 метров от провала. Соответствующее заключение ОАО «Галургия» и Горный институт Уральского отделения РАН 30 ноября направили в РЖД.
Утром 1 декабря решением начальника дороги, возглавлявшего оперативный штаб, станция Березники была вновь открыта.
Первый поезд был принят через 46 минут после открытия. На вокзале была возобновлена продажа билетов, однако отправление пассажирских поездов по-прежнему велось со станции Березники-сортировочная.
По данным института «Галургия» между вторым и третьим провалами существует гидродинамическая связь.
На 27 января 2011 года размеры провала составляли 105 на 48 метров.
На 30 марта размеры воронки составляли 112 на 64 метра. В связи с замедлением процесса, весной началась подготовка к ликвидации провала.
К июлю 2011 года размеры воронки увеличились до 123 на 70 метров, глубина до 98 метров Наклон краёв составлял 82-85 градусов..

### Ликвидация провала
В апреле 2011 года специалисты ОАО «Галургия» и Горного института Уральского отделения РАН пришли к выводу, что провал можно засыпать.
29 июля 2011 года с помощью экскаватора и транспортера со 100-метровой лентой приступили к засыпке гравмассы. Передвижной ленточный транспортёр производительностью 1000 тонн в час ранее использовался на солеотвале Соликамского рудоуправления. Ежедневно отсыпалось около 7 тысяч тонн песка и гравия добываемых со дна Камы и с карьера в Усолье. Всего планами предусматривалось за 100 дней отсыпать 750 тысяч тонн смеси.
Подобную воронку, образовавшуюся на месте карстовых полостей, в России ликвидировали впервые. Работы велись силами персонала ЗАО «Соликамскстрой».
Работы были завершены 23 ноября 2011 года. Для ликвидации провала площадью 9625 м² потребовалось более 1 млн тонн песчано-гравийной смеси. Стоимость работ составила 300 млн рублей. С учётом ожидаемого проседания грунта засыпка велась на 1,3 метра выше уровня, необходимого для укладки железнодорожных рельс.
Для отвода талых вод был предусмотрен дренаж в старый провал.
На 7 декабря скорость оседаний вблизи засыпанной воронки составляла от 20 до 49 мм в месяц. В феврале 2012 года — в контуре засыпанной воронки 83-424 мм/месяц, с северной и южной сторон — 11-18 мм/месяц.
Из-за того, что при засыпке использовалась некачественная смесь, состоящая преимущественно из песка, летом 2012 года требовалась дополнительная засыпка.
В 2013 году из-за продолжавшихся осадок грунта образовалось озеро в виде двух сопряжённых овалов, меньшего — над засыпанной воронкой и большего — над понижением вокруг четвёртого провала. Абсолютная отметка воды составляет 110 м, сезонные колебания уровня — около 20 см. Площадь около 4 га.

### Закрытие станции
Приказом Росжелдора от 19.03.2014 № 97 станция Березники была закрыта для всех пассажирских и грузовых операций.